# William Whitmore Goodale Moir
William Whitmore Goodale Moir ( 1896 - 1985 ) fue un botánico estadounidense, especialista en taxonomía de las orquídeas.

## Algunas publicaciones

### Libros
- william whitmore goodale Moir, Oscar Nelson Allen, Oscar Conrad Magistad. 1936. A handbook on Hawaiian soils. Ed. Association of Hawaiian sugar technologists. 266 pp.
- william whitmore goodale Moir, may Moir. 1980. Breeding variegata oncidiums. Ed. Harold Lloyd Lyon Arboretum. 122 pp.
- --------, --------. 1982. Creating Oncidiinae intergenerics. 95 pp. ISBN 0824807847

- La abreviatura «Moir» se emplea para indicar a William Whitmore Goodale Moir como autoridad en la descripción y clasificación científica de los vegetales.[1]